# 适应性无意识
适应性无意识最初由社会心理学家丹尼尔·韦格纳 ( Daniel Wegner)在 2002 年提出 ，这种心理过程能够影响判断和决策，但超出意识思维范围。它具有适应性，因为有助于保持机体活跃。 从结构上讲，适应性无意识遥不可及，因为它深藏于大脑的未知部分。这种思维类型比意识更早进化，使思维能够转换信息并以增强机体生存的方式进行思考。它对世界进行快速评估，能够解释信息并决定如何在意识之外快速采取行动。适应性无意识在日常活动中很活跃，例如学习新材料、检测模式和过滤信息。它还具有无意识、无意图、不可控性、高效且无需认知工具等特点。因为适应性无意识包含记忆形成、身体平衡、语言、学习等过程，与一些包括判断、决策、印象形成、评价和目标追求的情感和个性过程。认知工具的缺失并不会影响适应性无意识相比意识思维的有效性。尽管适应性无意识很有用，但它的一系列过程并不总是会让机体做出正确的决定。由于适应性无意识受情绪反应、预估和经验等因素影响，倾向于使用刻板印象和图解进行决策，从而导致结果不准确。因为适应性无意识缺乏认知工具，它确实有助于决策消除例如偏见的认知偏差。

## 概述
适应性无意识的定义为在诸多方面不同于意识加工。它具有更快、更轻松、更专注于当下，和灵活性较差的特点。因为它有助于我们生存，所以其具有适应性。 它在无意识情况下加工信息，然后将我们所需信息输入到意识大脑中。
其他心理理论认为无意识仅限于“低级”活动，比如执行有意识决定的目标。与之相反的是，适应性无意识现在认为也参与“高级”认知活动，比如设定目标。
西格蒙德·弗洛伊德和卡尔·荣格关于无意识心理的观点影响了适应性无意识理论。弗洛伊德认为，无意识心理储存了大量压抑的心理内容。然而，适应性无意识反映了这样一种观点，即许多在无意识下作出的事实际对机体有益，这更接近荣格的思想。例如，适应性无意识的许多过程通过进化得到简化，可以快速评估和响应机体环境模式。 

## 直觉
马尔科姆·格拉德威尔 (Malcolm Gladwell) 将直觉描述为非常快速的思考，而不是情绪反应。 他认为，如果一个人发现一辆卡车即将撞向他，他没时间考虑所有选择，为了活命，他必须依靠直觉，这种方式能够用很少的信息做出非常快速的判断。 格拉德威尔还引用了洛杉矶J·保罗·盖蒂博物馆(J. Paul Getty)收藏的藏品库罗斯。一组科学家证实了它的真实性，但托马斯·霍文(Thomas Hoving)和一些历史学家立刻明白事实并非如此——他们对这件藏品感到“直觉的排斥”，最终证明是假的。 
直觉来自于适应性无意识。适应性无意识是梦想与现实之间的界限，和经验、记忆和梦想相关。 在适应性无意识中工作涉及浏览一系列感官印象并对情况进行比较，利用过去的经验来消除感官界限，从而产生直觉。 还有一项研究将直觉视为大脑存储、处理和使用潜意识信息的结果。当推断和理性无法快速给出答案时，直觉就变得有用。

## 内省错觉
内省是否存在的争论始于 19 世纪末，当时实验涉及将人们置于不同刺激环境中，之后让他们提出自己的想法和感受。此后，此类实验持续进行，总是让人们提出自己的想法和感受。然而，我们永远无法知道他们这样做时是否正是无意识的，或者这些想法和感受是否只是来自有意识思维。 这让该领域的研究变得更加困难，引发了关于内省的争论。
最近，研究表明我们的许多偏好、态度和想法都来自适应性无意识。然而，主体并没有意识到这一点，他们“不知道自己的无意识”。人们错误地认为他们能够直接了解自己精神状态的起源。主体可能会对其行为（例如他们的偏好、态度和想法）做出解释，但这种“洞察力”往往不准确。心理学家所说的内省错觉就是主体对自己行为的错误解释。
在一些实验中，主体将捏造、扭曲或误解的记忆作为解释，但这些并非谎言——而是一种虚构现象。这表明内省是一种间接的、不可靠的推理过程。 有人认为，这种“内省错觉”是自我与他人之间许多感知差异的基础，因为在形成对自己而非他人的态度时，人们相信这些不可靠的内省。   
然而，内省局限性理论一直备受争议，而且个人从内省中获得了多少信息很难明确测出。 理解内省方法的困难导致心理理论缺少发展，并且行为主义理论更为缺乏。有效方法（即并非由患者自述）的困难意味着，直到认知革命，这一领域的研究一直停滞不前。因此，了解无意识心理的需求增加了。心理学家开始关注意识心理的局限性，并开始针对无意识心理进行更多刺激和学习范式的实验。 这有助于某些人理解内省的局限性 和缺点。

## 隐式-显式关系
内省理论备受争议。这是由于研究表明我们的内省报告和影响我们刺激的因素之间存在不同。这个问题导致出现一种利用适应性无意识来研究内省的新方法。这是通过隐式-显式关系，特别是两者之间的差异。显式过程涉及认知资源并在有意识的情况下完成。另一方面，隐式流程至少需要满足以下条件之一：意图缺乏、管理缺乏、对答复来自何处的认识降低以及最终的高处理效率。这表明了两个流程之间发生的差异以及围绕差异的争论，因为它们不能归结为某一特定事物。 隐性因素和显性因素之间的差异被认为可以用作内省存在的证据。 如果隐式过程变得比显式过程弱，那么可能会导致两者之间存在更大的差异。这会对未来的信息处理和人的全面发展产生影响。然而，如果在正确条件下发生这种情况，它可以允许隐式处理输出结果进入意识思维。这会让适应性无意识有一点自我洞察，让我们能够更多地理解它。 
这种基于隐性-显性关系的内省存在独立性的论证实际上可能比最初想象的更需要条件。该观点与进入我们的无意识取决于过程与其周围环境之间的竞争这一观点相一致。这些内容提供了我们的刺激与社会某些方面的关联。例如，如果您在跑步中找到乐趣，那么在跑步时，您的认知过程（无论是隐式还是显式）都无意识地会告诉您：您感到快乐，而您却没有意识到这种情况正在发生。然后这可以转化为有意识心理。 

## 适应性无意识与有意识思维的对比
许多人过去认为我们的大部分行为、想法、感受都来自有意识的大脑。然而，随着理解增长，我们能够明显发现，适应性潜意识的工作比我们最初想象的要多得多。我们曾经认为目标创造和自我反思是有意识发生的，但现在我们意识到都在我们的无意识中进行的。我们的无意识和有意识的心理确实协同工作，才能让大脑继续有效地运作。我们需要更多了解我们的大脑在适应性无意识和意识心理之间使用的双重系统。首先分析无意识心理中信息、态度和感受，然后提出我们有意识的版本。 争论不再是适应性无意识是否存在，而是在我们的日常决策中适应性无意识或有意识的头脑哪个更重要。有些人会说，无意识似乎比我们最初想象的要重要得多，特别是与我们有意识的大脑相比。我们过去认为我们的适应性无意识的低级处理实际上可能是我们意识心理的工作。 我们的适应性无意识实际上可能是大脑中做出重要决定并掌握重要信息的工作室。它在我们没有意识到的情况下完成了这一切。

## 相关词汇
- 认知模块
- 自我耗尽
- 无意识的心理
- 潜意识
- 自由意志的神经科学
- 直觉